# Abdelhak Benchikha
Abdelhak Benchikha, arab. عبدالحق بنشيخة (ur. 22 listopada 1963 w Burdż Bu Urajridż) – algierski trener piłkarski.

## Kariera trenerska

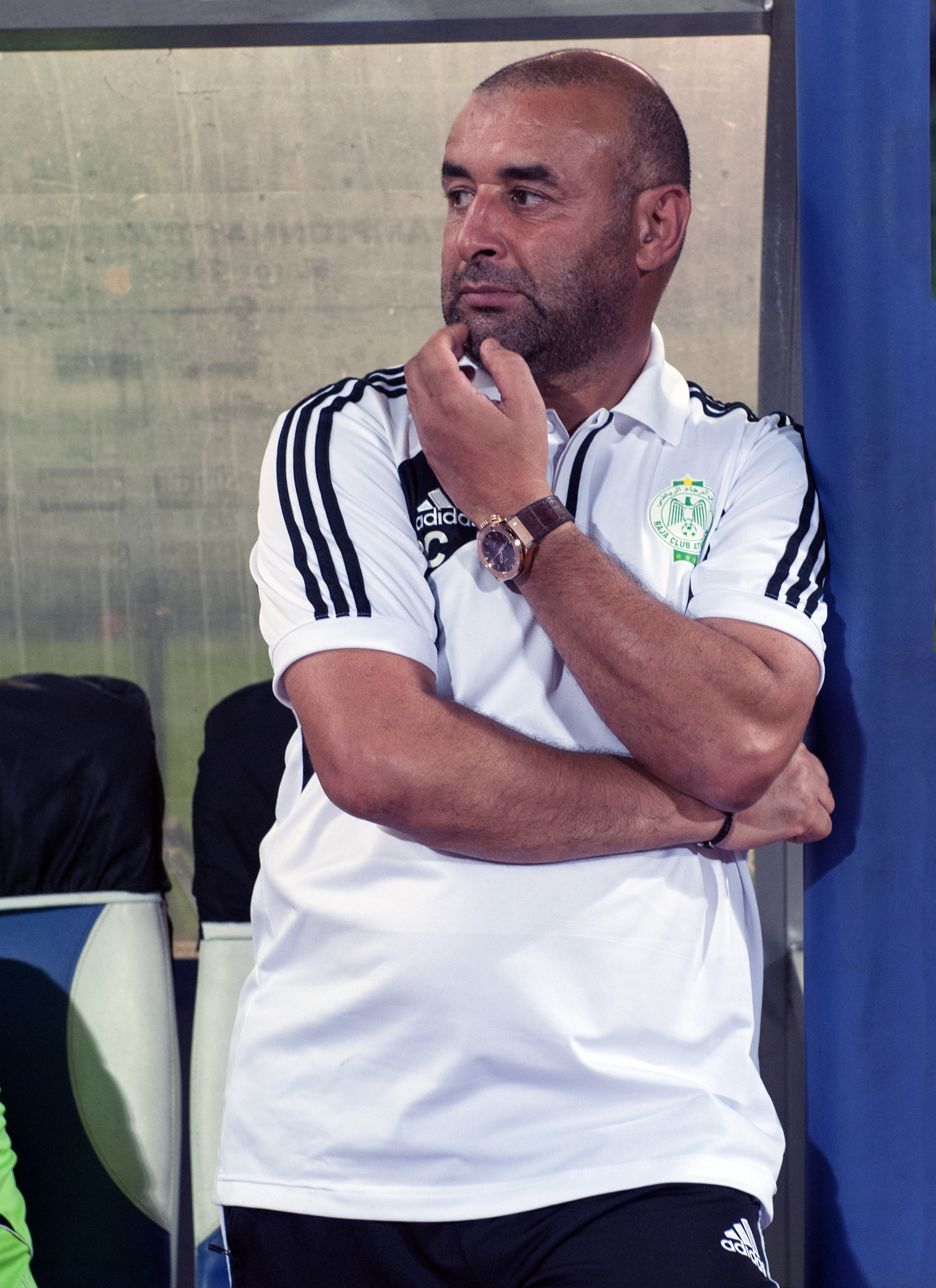
Abdelhak Benchikha w 2014 roku z koszulką Raja Casablanca

### Do 2005
Pierwszą pracą związaną z trenowaniem dostał w sezonie 1999/2000 w CR Belouizdad jako asystent trenera. Na tym stanowisku pozostał do sezonu 2000/2001. W tym czasie dwukrotnie zdobył mistrzostwo kraju. W sezonie 2001/2002 objął Reprezentację Algierii do lat 23 w piłce nożnej mężczyzn i trenował ją do następnego sezonu. 1 lipca 2002 roku został trenerem CA Bordj Bou Arreridj, w którym do 17 października 2002 roku rozegrał 8 meczów. Kolejną pracę dostał w sezonie 2004/2005 ponownie w CR Belouizdad, w którym od 31 maja do 30 czerwca 2005 roku rozegrał 3 mecze. Jeszcze w tym samym sezonie po raz pierwszy objął posadę w klubie poza Algierą – Umm Salal SC.

### 2005–2015
W sezonie 2006/2007 zaczął trenować ES Zarzis, ale pracę w tym klubie zakończył w tym samym sezonie. Drugim klubem z tego kraju był Club Africain, z którym zdobył mistrzostwo kraju. Pracował tam od sezonu 2007/2008 do 2008/2009. 5 września 2010 roku został selekcjonerem ojczystej reprezentacji, z którą do 5 czerwca 2011 roku rozegrał 4 mecze. 1 września 2011 roku został trenerem MC Algier, do 5 października 2011 rozegrał 5 meczów. 4 stycznia 2012 roku powrócił do Club African Tunis, do 18 kwietnia 2012 roku rozegrał 8 meczów. 8 lipca 2013 roku po raz pierwszy zaczął trenować klub z Maroka. Z Difaâ El Jadida zdobył puchar kraju. Do 31 maja 2014 roku z klubem rozegrał 16 meczów. 1 czerwca 2014 roku przejął obowiązki trenera w Raja Casablanca. Do 24 września tego samego roku rozegrał 3 mecze. 21 października 2014 roku znalazł pracę w klubie ze Zjednoczonych Emiratów Arabskich – Ittihadzie Kalba. Do 31 maja 2015 roku rozegrał tam 20 meczów.

### Od 2015
1 czerwca 2015 roku powrócił do Maroka i rozpoczął trenowanie Ittihadu Tanger. Do 30 czerwca 2017 roku rozegrał tam 42 mecze. 1 czerwca tego samego roku ponownie został trenerem Raja Casablanca. Po 15 dniach przestał pełnić tę funkcję, nie rozgrywając żadnego meczu. 5 września 2017 roku został trenerem Moghreb Tétouan, gdzie do 19 listopada tego samego roku rozegrał 7 meczów. 1 stycznia 2018 roku powrócił do swojej ojczyzny, rozpoczynając pracę w ES Sétif, z którym do 16 kwietnia tego samego roku rozegrał 14 meczów. 1 lipca 2018 roku rozpoczął trenowanie w Libii, w Al-Ittihad Trypolis. Do 3 marca roku 2019 rozegrał 2 mecze. 12 czerwca 2019 roku powrócił do Maroka, obejmując posadę w Mouloudia d’Oujda. Do 12 października 2020 roku rozegrał tam 30 meczów. 19 października został zatrudniony ponownie przez Difaâ El Jadida, z którą do 23 marca 2021 roku rozegrał 10 meczów.